# Iglesia de Nuestra Señora de los Ángeles (Bejís)
La iglesia parroquial de Nuestra Señora de los Ángeles de Bejís, en la comarca del Alto Palancia, provincia de Castellón, España, es un templo católico que está catalogado como Bien de Relevancia Local con código identificativo: 12.07.022-001, según consta en la Dirección General de Patrimonio Artístico de la Generalidad Valenciana.

## Historia
Bejís fue reconquistada, en el año 1228, por Don Pedro Fernández de Azagra, señor de Albarracín, que estaba al servicio del rey Jaime I de Aragón, al tomar el castillo de Bejís a los musulmanes.
Una vez se produjo la conquista de la población la mezquita (que debía situarse en el interior del castillo o cerca de donde se ubica la parroquia actual) se consagró como templo cristiano mientras se erigía una iglesia románica en estilo “de reconquista”. Este tipo de iglesia, que se repitió a lo largo de todo el siglo XII por las tierras reconquistadas a los musulmanes en la zona del antigua Reino de Valencia, era un edificio sencillo de fábrica de muros de piedra y cubierta de madera sobre arcos apuntados centrales.
La antigüedad e importancia de la parroquia medieval de Bejís queda patente por la aparición de la misma en documentos pertenecientes al archivo de la Diócesis de Segorbe-Castellón, en donde se hace mención, por ejemplo, de la recepción que realiza Domingo, obispo de Albarracín entre los años 1223-1234, de Don Pedro Fernández de Azagra, señor de Albarracín y Bejís, quien aportaba un tercio de los frutos de las viñas situadas en los terrenos que pertenecían a la parroquia de Bejís. Más tarde, hay otra mención a la parroquia medieval, el 8 de octubre de 1277, cuando se produce la toma posesión de la iglesia de Bejís del obispo de Segorbe-Albarracín Pedro Jiménez de Segura, tras ganar la reclamación realizada el Papa Gregorio X en el Concilio de Lyon II del año 1274, por la que consiguió el dominio sobre la parroquia de Bejís y de otras poblaciones del Alto Palancia que el obispado de Valencia argumentaba que pertenecían a la diócesis de Valencia.
La primitiva parroquia medieval, se debió ubicar donde hoy se encuentra la actual iglesia de Nuestra Señora de los Ángeles, ya que las dimensiones de la actual parroquia, si no se tiene en cuenta las dimensiones de las capillas laterales, dan una superficie similar a otras iglesias medievales de la zona y época. El lugar elegido solía ser una zona elevada de fácil defensa y difícil acceso desde donde se domina la población y la cercana puerta de la muralla medieval, ya que las iglesias realizaban en esa época funciones de defensa de la población ante los ataques de enemigos potenciales.
La iglesia que actualmente se contempla es, mayoritariamente, un edificio  renacentista del siglo XVI que ya sufrió intervenciones y reformas en el siglo XVII y posteriormente en el XVIII La construcción de la nueva iglesia, teniendo en cuenta que se construía empezando por los pies de la iglesia nueva, que se situaba sobre la anterior (de manera que podía seguir utilizándose para el culto durante las obras), y se iba derribando a medida que se construía sobre ella, y sabiendo que la puerta que talló Pedro de Cubas para la iglesia es de 1554; debió iniciarse a partir de la mitad del siglo XVI, es decir a partir de 1550.
El templo de Nuestra Señora de los Ángeles, sufrió a lo largo de los años graves daños y desperfectos, entre ellos podemos destacar como muestra, los saqueos sufridos durante la guerra civil española (1936-1939), los daños que en techo y bóvedas produjeron los bombardeos de julio de 1938, lo que justificó que al declarar Bejís como Zona devastada, la Dirección General de Regiones Devastadas realizara su reconstrucción tras la finalización del conflicto.
También el deterioro de su interesante torre campanario del siglo XVI se continuó produciendo tras estas intervenciones llegando a constar en el “Listado rojo de campanarios en peligro” realizado por los “Campaners” de la Catedral de Valencia, en el que se recogen campanarios que o bien no se han restaurado o bien que su restauración fue realizada inadecuadamente, de manera que no pueden utilizarse para dar los toques de campanas “a la manera tradicional local”.
En el año 2014, gracias a aportaciones vecinales y de la propia Iglesia se inició un proceso de restauración en el que, en la primera fase, se trató de consolidar los muros y tapar las grietas en ellos existentes.
La iglesia actualmente pertenece a la Diócesis de Segorbe-Castellón, en concreto al arciprestazgo número 2, conocido como “San Antonio Abad”, que tiene su sede principal en Jérica.

## Descripción
Iglesia es de fábrica de mampostería y sillería. En la fachada puede contemplarse una epístola con el escudo de la orden de Montesa, y una ornamentación, que parece ser (por la inscripción que presenta) de 1554, en forma de retablo renacentista con pilastras acanaladas, florones en las enjutas y cuerpo arquitrabado superior. Se remata la fachada con una cornisa cerámica.
La iglesia posee una torre, no exenta, que sale del centro de la construcción, datada en el siglo XVI, de fábrica de sillares, con tres cuerpos y remate. En el segundo cuerpo se puede ver una ventana rectangular, mientras que en el tercero, destinado a las campanas, se abren ocho vanos para las mismas, pese a que actualmente tan solo tiene dos.
Interiormente el espacio es de una nave única, de cuatro tramos o crujías, presentando capillas laterales situadas entre contrafuertes, comunicadas entre sí. Presenta también pilastras de mampostería que sostienen  arcos de medio punto que soportan las bóvedas de crucería laterales entre contrafuertes. La Capilla Mayor y la Sacristía están ubicadas en la nave central y su cubierta es en bóveda de cañón. Por su parte, la Capilla del Sagrario (decorada con costillares y un florón del siglo XVII en el centro) está rematada con una cúpula que no es visible exteriormente, mientras que las capillas laterales presentan bóvedas de crucería. Además, el trasagrario que es de planta rectangular, presenta un zócalo de azulejos del siglo XVIII y decoración de rocaille sobre la puerta del manifestador. En el  lado del evangelio se adosa la capilla de la Comunión, de planta cuadrada y cubierta con bóveda elíptica sobre pechinas, decoradas con simbología eucarística, en estuco. La iglesia presenta coro bajo (decorado a base de impostas con capitel  toscano en cuerpo arquitrabado con decoración de dentados en la parte inferior) a los pies de la nave, en lo que sería el cuerpo inferior de la torre y que posiblemente pudiera haber sido un primitivo presbiterio. Como decoración más destacable en su interior cabe destacar las pinturas murales, vestigios de pintura valenciana con frescos del siglo XVIII, situadas en el ábside y algunas esculturas del siglo XVII.
En el exterior la iglesia se sitúa en una especie de plazuela, y está adosada, por un lado a unos arcos de medio punto, unidos entre sí, presentando en el centro de la unión un escudo que procede del edificio del antiguo Ayuntamiento de piedra, proveniente del año 1746, actualmente derruido; y por otro a varios edificios.